# Order Wojskowy Wilhelma
Order Wojskowy Wilhelma (niderl. Militaire Willems-Orde, MWO) – najstarsze i najwyższe odznaczenie wojskowe (order) Królestwa Niderlandów, nadawane od 1815.

## Historia
Order został ustanowiony 30 kwietnia 1815 przez pierwszego (i ostatniego) króla Zjednoczonych Niderlandów Wilhelma I. Nadawany jest wojskowym za wyjątkową odwagę, zasługi przy dowodzeniu lub za wielką lojalność wobec monarchy lub ojczyzny. W wyjątkowych przypadkach otrzymać go mogą również cudzoziemcy i cywile. IV. klasa może być nadawana jednostkom wojskowym. Rzadko nadawany order cieszy się wielkim poważaniem. Żołnierze wojska holenderskiego mają obowiązek oddawania honorów wojskowych osobom, które mają na sobie Order Wilhelma. Jako jedyne odznaczenie niderlandzkie order może być nadany na wniosek osoby, która uważa się za uprawnioną do jego posiadania. 30 czerwca 1941 order otrzymał nowe statuty.
Order posiada cztery klasy:
- I klasa – Krzyż Wielki (Grootkruis)
- II klasa – Krzyż Komandorski (Commandeur)
- III klasa – Krzyż Oficerski / Kawalera III Klasy (Officier / Ridder 3e klasse)
- IV klasa – Krzyż Kawalerski / Kawalera IV Klasy (Ridder / Ridder 4e klasse)

### Niektórzy posiadacze orderu (Wielki Krzyż, osoby fizyczne)
Pierwszą osobą, której nadano order Wilhelma, był książę Orański – następca tronu Niderlandów, późniejszy król Wilhelm II, który w 1815 roku dowodził holenderskimi wojskami pod Quatre Bras i Waterloo.
W okresie do 1940 Order Wojskowy Wilhelma nadano 5874 osobom. Posiadali go m.in.:
- Gebhard Leberecht von Blücher (1815)
- Aleksandr Bariatinski (1815)
- Michaił Barclay de Tolly (1815)
- August Neidhardt von Gneisenau (1815)
- Karl Philipp Schwarzenberg (1815)
- Car Aleksander I (1818)
- W. ks. Konstanty Pawłowicz (1818)
- Jerzy IV (1818)
- Karol X (1818)
- Fryderyk Wilhelm III (1821)
- Car Mikołaj I (1830)
- Fryderyk Wilhelm IV (1842)
- Ludwik Filip I (1842)
- Franciszek Józef I (1849)
- Iwan Paskiewicz (1849)
- Napoleon III Bonaparte (1855)
- Fryderyk III Hohenzollern, następca tronu pruskiego (1878)
- Car Aleksander III (1881)
- Cesarz Wilhelm II (1889)

W czasie I wojny światowej neutralna Holandia orderu nie nadawała. Po 1940 otrzymało go 199 osób. Wśród nich znajdują się:
- Bernhard (książę holenderski) (15 czerwca 1946)
- księżniczka (dawniejsza królowa) Wilhelmina Holenderska (4 września 1948) – Wielki Krzyż. Była królowa była pierwszą kobietą, której nadano Order Wilhelma.
- Jerzy VI Windsor (1946)
- Franklin Delano Roosevelt (post mortem, 1948)
- Haile Selassie I (1954)

### Jednostki wojskowe odznaczone orderem

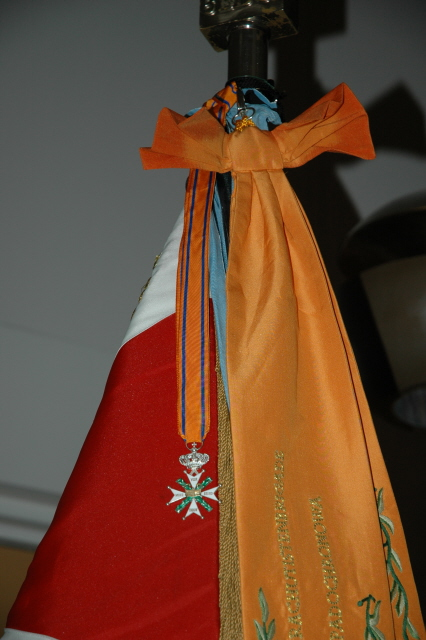
Krzyż Kawalerski IV kl. (Rycerski IV kl.) Orderu Wojskowego Wilhelma na sztandarze 6 Brygady Desantowo-Szturmowej

Holenderskie jednostki wojskowe odznaczone Krzyżem Kawalerskim Orderu Wilhelma:
- Morskie Siły Powietrzne Marynarki Królewskiej
- Korpus Piechoty Morskiej Marynarki Królewskiej
- Służba Okrętów Podwodnych Marynarki Królewskiej
- Holenderska Królewska Brygada imienia „Księżniczki Ireny” („Prinses Irene”), której tradycje są kontynuowane przez Garderegiment Fuseliers „Prinses Irene”
- Jednostka Sił Lotniczych, których tradycje są kontynuowane przez Królewskie Siły Lotnicze
- Jednostka Sił Lotniczych Królewskich Sił Zbrojnych Holendersko-Indonezyjskich, których tradycje są kontynuowane przez Królewskie Siły Lotnicze
- Regiment Van Heutsz Królewskich Sił Lądowych który kontynuuje tradycje Królewskich Sił Zbrojnych Holendersko-Indonezyjskich

Zagraniczne jednostki odznaczone Orderem Wilhelma:
- amerykańska 82 Dywizja Powietrznodesantowa, którą uczczono za jej rolę w operacji Market Garden
- 6 Brygada Desantowo-Szturmowa dziedzicząca tradycje 1 Samodzielnej Brygady Spadochronowej, także za udział w operacji Market Garden (31 maja 2006)[1]

Przedostatnim konfliktem, w związku z którym przyznano Order Wojskowy Wilhelma, była wojna koreańska. Z 3500 żołnierzy, którzy służyli w Korei w Holenderskim Oddziale Narodów Zjednoczonych, order otrzymało dwóch. W 2006 pozostało przy życiu tylko 12 kawalerów orderu. W tym samym roku nadano odznaczenie (jako pierwszemu kawalerowi w XXI wieku) kapitanowi Marco Kroon (ur. 1970), oficerowi niderlandzkich oddziałów stacjonujących w Afganistanie i Iraku.

## Insygnia
Insygnia orderu to oznaka i gwiazda I. klasy. Oznaką jest emaliowany na biało ze złotymi brzegami krzyż maltański ze złotymi kulkami na zakończeniach ramion, na ramionach awersu noszący dewizę orderu „Voor Moed, Beleid, Trouw” („Za odwagę, zapał i wierność”). W medalionie środkowym awersu znajduje się symbol pochodzącego z Orderu Złotego Runa (do nadawania którego królowie Niderlandów rościli sobie prawo) krzesiwa, między ramionami krzyża umieszczone są stylizowane, emaliowane na zielono krzyże burgundzkie. W medalionie środkowym rewersu znajduje się ukoronowany monogram założyciela „W”. Zawieszką orderu jest złota (przy IV. klasie srebrna) korona królewska.
Przysługująca tylko posiadaczom Wielkiego Krzyża gwiazda jest srebrna, ośmiopromienna, i nosi na sobie awers oznaki bez korony. Order noszony jest na żółtej wstędze z obustronnymi niebieskimi bordiurami.
| Baretki Orderu Wojskowego Wilhelma | Baretki Orderu Wojskowego Wilhelma | Baretki Orderu Wojskowego Wilhelma | Baretki Orderu Wojskowego Wilhelma | Baretki Orderu Wojskowego Wilhelma |
| ---------------------------------- | ---------------------------------- | ---------------------------------- | ---------------------------------- | ---------------------------------- |
| Krzyż Wielki                       | Komandor                           | Oficer / Kawaler III Klasy         | Oficer / Kawaler IV Klasy          |                                    |